# 뤼디 가르시아
뤼디 가르시아(프랑스어: Rudi Garcia, 1964년 2월 20일 ~ )는 프랑스의 전 축구 선수, 현 축구 감독이다. 현재 벨기에 축구 국가대표팀의 감독이다.

## 수상

#### 릴 OSC
- 리그 1: 2010–11
- 쿠프 드 프랑스: 2010–11

#### 올랭피크 드 마르세유
- UEFA 유로파리그 준우승 : 2017-18

### 개인
- 리그 1 올해의 감독 : 2010-11
- 올해의 프랑스 감독: 2011, 2013, 2014

## 개인 삶
가르시아의 아버지, 조제 가르시아는 스당에서 선수생활을 했었다.